# Condorcet, Drôme
 Condorcet  là một xã thuộc tỉnh Drôme trong vùng Auvergne-Rhône-Alpes in the Auvergne-Rhône-Alpes région đông nam nước Pháp. Xã Condorcet, Drôme nằm ở khu vực có độ cao trung bình 337 mét trên mực nước biển.
Condorcet có cự ly khoảng 10 km (6,2 mi) về phía đông bắc của Nyons.